# Listă de scriitori libanezi
Aceasta este o listă de scriitori libanezi.
- Elia Abu Madi (1889-1957)
- Khalil Gibran (1883-1931)
- Rawi Hage (n. 1964)
- Youssef Howayek (1883-1962)
- Amin Maalouf (1949-)
- Elias Khoury (1948-)
- Mikha'il Na'ima 1889-1988
- Rached Elias Daoud (n. 1956)